# Umma
Umma (în arabă أمة umma) este comunitatea musulmanilor întemeiată de profetul Muḥammad la Medina; comunitatea credincioșilor musulmani. De asemenea, astăzi înseamnă la arabi, comunitatea arabă în general, interferând uneori cu noțiunea de wațan (patrie).
Credința unică, practicile rituale unice, legislația unică definesc apartenența la o comunitate unică, numită umma. Cuvântul arab umma este pus de către unii în legătură cu umm (mamă) și este interpretat, astfel, ca referindu-se la o "comunitate matrice".

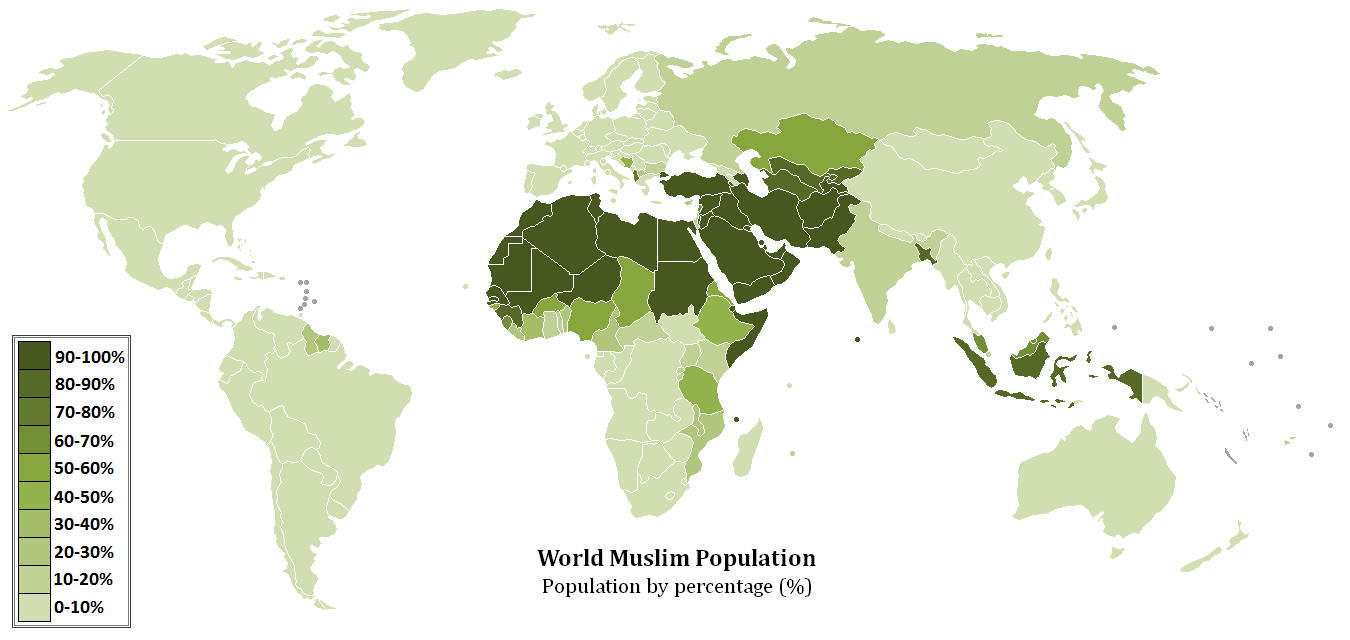
Răspândirea musulmanilor în lume

## Coran
Articol principal: Coran
În Coran, umma înseamnă "popor", "comunitate", cu sensul de comunitate
destinată mântuirii, dar și de  "popor" în general (când se spune, de pildă, că Dumnezeu a trimis fiecărui popor un profet care să-l îndrume pe calea cea dreaptă). În prima parte a activității profetice a lui Muḥammad, arabii apar ca o umma căreia i s-a trimis un mesager pentru a-i arăta drumul izbăvirii așa cum, înainte, Dumnezeu a trimis mesageri și altor popoare.
Termenul denumește mai târziu credincioșii adunați la Medina în jurul profetului (ummatu n-nabiyyi "comunitatea profetului") și de aici, prin extensiune, a ajuns să însemne comunitatea islamică în general.
Coranul definește comunitatea islamică, umma, ca pe una de mijloc, depărtată de extreme, orientată spre qibla, "Noi v-am făcut pe voi un neam de mijloc" (II, 143), excluzând celelalte direcții spirituale (II, 143-145), o comunitatea care predică binele: "Poate va ieși din voi o adunare care îi va chema pe oameni la bine" (III, 104) "și îi va opri pe ei de la urâciune": "...voi porunciți cuviința și opriți urâciunea" (III, 104 și 110).
La începuturile islamului, cuvântul era folosit atât pentru a numi un grup uman cu interese comune (de exemplu evreii și musulmanii care semnaseră un pact) sau pentru a desemna prima comunitate de credincioși, adică pe musulmani, termen ce nu s-a impus decât în ultimii ani ai vieții profetului.
Conform Coranului, acestei comunități i s-a revelat sensul adevăratei religii (XIII, 30): "O, voi cei ce credeți! Dați ascultare lui Dumnezeu! Dați ascultare trimisului și celor, dintre voi, ce au porunca!" (IV, 59). De asemenea, la nevoie, comunitatea trebuie să ducă război sfânt pentru a apăra islamul: "Credincioșii sunt frați. Împacați-i pe frații voștri!"(XLIX, 10). Mai mult, înainte de venirea profeților, oamenii formau o singură comunitate (XXI, 92), dar răul a pus stăpânire pe aceasta. Din acest motiv a fost revelată Cartea (Coranul, dar și orice altă sfântă scriptură), pentru a propăvădui adevărul pe care îl conține. Coranul descrie comunitatea islamică astfel: "Voi sunteți cea mai bună adunare ivită dintre oameni: voi porunciți cuviința și opriți urâciunea. Voi credeți în Dumnezeu." (III, 110).

## Alte semnificații coranice
În Coran, termenul umma poate avea următoarele semnificații:
- comunitate umană: II, 213;
- comunitatea musulmanilor: II, 128, 141, 143; III, 104, 110; XIII, 30; XXI, 92; XXIII, 52;
- comunitate îndepărtată de extreme: II, 143;
- comunitate unită: III, 104;
- comunitate zeloasă, curajoasă: III, 113-114;
- "cea mai bună dintre comunități": III, 110;
- animalele formează o comunitate, în sensul că sunt "solidare": VI, 38;
- ginii formează o comunitate: VII, 38.[5]

## Perioada medineză
Populația din Medina avea nevoie de o stabilitate politică, iar comunitatea musulmană, având în centru propăvăduirea și persoana lui Muḥammad, părea soluția cea mai potrivită. Populația din Medina l-a invitat așadar pe Muḥammad să se stabilească în orașul lor, acest fapt însemnând și recunoașterea lui ca profet sau trimis al lui Dumnezeu. După doi ani de tratative (620-622), Muḥammad și-a trimis rând pe rând adepții la Medina, el părăsind ultimul orașul său natal, în compania lui Abu Bakr (cel care-l va și urma la conducerea comunității islamice). S-au strămutat aproximativ 70 membri ai comunității islamice, ei fiind cunoscuți mai apoi sub numele de muhāğirūn ("emigranți"). Susținătorii lor din Medina au primit mai târziu numele de  'anșār (partizani, sprijinitori). Mutarea lui Muḥammad la Medina reprezintă un pas decisiv pentru soarta islamului. Prin colaborarea  muhāğirūnilor cu 'anșārii s-au pus bazele statului teocratic islamic..
Totuși, nu întreaga populație din Medina adoptase islamul. Mai erau destule căpetenii care îl priveau cu neîncredere pe Muḥammad. Mai existau, de asemenea, și trei triburi evreiești. Cu toate acestea, prin înțelegerea dintre profetul musulman și locuitorii din Yathrib, a luat ființă o nouă comunitate (umma), deosebită de societatea păgână din vecinătate. Relațiile din cadrul acestei umma transcendeau legăturile tribale, iar în cadrul unui conflict exterior, umma acționa asemenea unui trib unit. Rolul lui Muḥammad era acela de arbitru al disputelor din cadrul comunității. Puterea profetului nu era absolută, ea era recunoscută mai ales în problemele religioase. Cu alte cuvinte, Medina începea să fie considerată tot mai mult drept un nou sanctuar sau centru religios.
Multe dintre versetele revelate la Medina pot fi interpretate ca un răspuns divin la o anumită problemă a comunității musulmane din acest oraș, așa cum a descris-o profetul în meditațiile și rugăciunile sale către Dumnezeu. Aceste răspunsuri divine sunt fundamentele coranice prin care este și în zilele noastre definit comportamentul cotidian al vastei societăți islamice, în totalitatea sa. Toate obiceiurile specifice civilizației islamice au fost create în climatul de libertate din Medina. Aici profetul a construit prima moschee, unde a trăit în libertate, a stabilit desfășurarea ritualurilor de rugăciune, înmormântare, comportament zilnic, căsătorie și pelerinaj. Aici a precizat nu numai detaliile practicării cotidiene a credinței, ci și ciclul anual al sărbătorilor. Medina a fost și un centru al statului islamic, un centru din care au pornit absolut toate expedițiile militare. La Medina veneau și șefii de triburi, șeicii și diplomații Arabiei tribale ca să încheie pace și să-și negocieze vasalitățile. La Medina profetul a stabilit cum trebuie administrat și condus statul islamic, cum trebuie să funcționeze justiția și ce taxe trebuie percepute. În doar zece ani petrecuți sub îndrumarea profetului, comunitatea musulmană din Medina a crescut de la optzeci de refugiați la o mișcare ce cuprindea zeci de mii de oameni.

## Destinul comunității după Muḥammad
Nici Coranul, nici Muḥammad n-au reglementat instituțional problema comunității. Dispozițiile luate pentru organizarea statului de la Medina erau decizii luate de pe o zi pe alta, emanând direct de la profet și concepute pentru o comunitate pusă numai sub conducerea sa. Nu se stabiliseră norme asupra diferitelor autorități ale statului, nici cu privire la reprezentanții lor: atunci când necesitatea a cerut-o, profetul a pus să fie înlocuit în una din funcțiile sale, în special la predică sau la conducerea rugăciunii, de către unul din însoțitorii săi; este vorba despre acte spontane, determinate de împrejurări. După moartea profetului, acestea au devenit un izvor al jurisprudenței, prin aplicare și extindere analogică a modelului muḥammadian - sau presupus ca atare - la condițiile noi.
Dintre toate problemele, cea mai gravă era cea a succesiunii profetului: pentru a o rezolva, comunitatea de credincioși a suferit diverse rupturi, prezente în realitatea islamică până astăzi. Muḥammad în acest caz nu prevăzuse nimic. Moartea sa a lăsat comunitatea descumpănită în fața a două probleme. Se punea problema de a ști, mai întâi, dacă bazele islamului fuseseră fixate o dată pentru totdeauna, sau dacă, dimpotrivă spiritul lui Muḥammad îi supraviețuia profetului însuși. Ortodoxia musulmană, dezvoltând consemnarea tradiției (ḥadiṯ), a vrut în mod precis să fixeze, într-o formă definitivă, ansamblul de atitudini ale profetului în împrejurări determinate, referință pentru cazurile astfel deja discutate și model pentru cazurile noi. La celălalt pol, șiiți au considerat că scânteia divină supraviețuiește în "bărbații familiei" adică în 'Ali, văr și mai ales ginere al profetului, și în descendenții săi.
Pentru unii, califul (ḫalīfa) nu trebuia să fie decât un "înlocuitor" al profetului, însărcinat cu perpetuarea și aplicarea gândirii sale. Pentru ceilalți, dimpotrivă, autoritatea, dreptul, justiția și toate semnele puterii nu puteau să fie despărțite de "izvorul lor viu", fără încetare reînnoit prin intermediul descendenților lui 'Ali, care deveneau astfel ghizii (imamii) comunității, substituind, în consecință, principiul dinastic celui electiv. Acestea sunt cele două opțiuni care i s-au oferit comunității islamice la moartea lui Muḥammad și care au dus la atitudini variate în cadrul comunității originare, cât și la împrăștierea acesteia, prin numeroase schisme.

## Evoluții moderne
Națiunea este un concept nou pentru spațiul arabo-islamic, iar pătrunderea sa în realitatea politico-istorică orientală a ridicat o serie de probleme, printre care și cele de traducere sau de echivalare a terminologiei aferente în limba arabă. Este cunoscut faptul că echivalarea unui termen nu se poate face în lipsa unei înțelegeri concrete a conținutului acestuia, lucru cu atât mai dificil în contextul unor evoluții socio-politice diferite de cele care au văzut născându-se ideea de națiune.
Termenul cu care a fost echivalată națiunea în limba arabă este umma, echivalență contestată, dată fiind întrebuințarea coranică a termenului. În sens coranic, umma reprezintă o realitate spirituală, iar traducerea cea mai apropiată ar fi aceea de comunitate. În condițiile în care nu s-ar găsi un alt termen în limba arabă prin care să se poată echivala cuvântul națiune, s-ar putea recurge la vocabula umma, însă numai cu adăugarea unui adjectiv spcificativ: al-umma al-'arabiyya ("națiunea arabă" sau "comunitatea arabă"), al-umma al-islāmiyya ("națiunea" sau "comunitatea islamică") etc.
Clarificarea noțiunii de umma este de extremă importanță pentru a înțelege inexactitatea demersului de echivalarea cu națiune. Umma presupune o relație verticală între divinitate și om: fiecare musulman, poartă în sine, oriunde s-ar afla o parte din umma. 
Teritorializarea conceptului de umma pare să fie sursa confuziilor de înțelegere și, ulterior, de echivalare a termenului. Contextualizarea geografică a ummei islamice a stat la baza împărțirii lumii în casa păcii, a islamului dār al-islām și casa războiului dār al-ḥarb, asociind teritorii unei comunități care se voia, conform principiilor coranice, de natură spirituală. Ideea unei reprezentări teritoriale pentru comunitatea islamică este prezentă și în studiile orientalistului Louis Gardet, care găsește trei expresii sinonime pentru al-umma al-islāmiyya ("comunitatea islamică"): dār al-islām ("casa islamului"), ğamā'at al-mu'minīna ("totalitatea credincioșilor") și dār al-'adl ("casa dreptății"), conferind o dimensiune politică și juridică noțiunii de umma, prin legarea acesteia de ideea de 'adl, "dreptate", principiu de bază al organizării sociale islamice. De altfel, din perspectiva istorică, umma chiar atunci când este echivalată cu termenul de comunitate, nu este golită de semnificații politice sau de reprezentări teritoriale. Întreaga istorie a islamului este constituită din reprezentări politico-teritoriale ale ideii de umma. Dimensiunea strict spirituală a comunității islamice pare să fie mai degrabă un deziderat al generațiilor de intelectuali musulmani moderniști din a doua jumătate a secolului XX.

## Vezi și
- Islam
- Istoria islamului
- Califat
- Sunism
- Shi'a
- Școli juridice în islam